# Umbar Pada Nandade
Umbar Pada Nandade es una  ciudad censal situada en el distrito de Thane en el estado de Maharashtra (India). Su población es de 7605 habitantes (2011). Se encuentra a 9 km de Thane y a 35 km de Bombay.

## Demografía
Según el censo de 2011 la población de Umbar Pada Nandade era de 7605 habitantes, de los cuales 3868 eran hombres y 3737 eran mujeres. Umbar Pada Nandade tiene una tasa media de alfabetización del 83,06%, superior a la media estatal del 82,34%: la alfabetización masculina es del 87,84%, y la alfabetización femenina del 78,13%.